# Biblioteca mèdica
Una biblioteca de ciències de la salut o biblioteca mèdica està dissenyada per ajudar els metges, als professionals, estudiants i investigadors de la salut, pacients i especialistes en la informació, en la recerca d'informació científica sobre la salut, per tal de millorar, actualitzar o avaluar l'atenció sanitària. Les biblioteques mèdiques es troben típicament en els hospitals, escoles de medicina, en la indústria privada, i en les associacions sanitàries o de metges. Un biblioteca típica de ciències de la salut té accés a MEDLINE, una sèrie de recursos electrònics, impresos i digitals, col·leccions de revistes i llibres de consulta impressos. La influència de l'accés obert i la recerca gratuïta a través de Google i PubMed té un gran impacte en la forma en que operen les biblioteques mèdiques.
La Biblioteca Nacional de Medicina dels Estats Units (National Library of Medicine o NLM) és la biblioteca biomèdica més gran al món, i recull i proporciona accés a algunes de les millors informacions de salut en el món (a causa de la seva vinculació amb els Instituts Nacionals de Salut). La NLM manté nombroses bases de dades mèdiques i genòmiques, fa cerques a través del seu sistema de recerca de Entrez, incloent MEDLINE (PubMed) i l'Online Mendelian Inheritance in Man (OMIM, una base de dades trets i alteracions genètiques).
La biblioteca mèdica més gran d'Europa és la Biblioteca Nacional de Medicina d'Alemanya (ZB MED), que també té col·leccions en els camps de la nutrició, l'agricultura i les ciències ambientals. ZB MED opera com el principal proveïdor europeu oficial dels textos complets en resposta a les recerques realitzades en bases de dades bibliogràfiques de la NLM, com PubMed, i també opera els seus propis portals de cerca.